# Girolamo Buonvisi
Girolamo Buonvisi (ur. 12 maja 1607 w Lukce, zm. 21 lutego 1677 tamże) – włoski kardynał.

## Życiorys
Urodził się 12 maja 1607 roku w Lukce, jako syn Lodovica i Cateriny Buonvisich. W młodości został klerykiem, a następnie dziekanem Kamery Apostolskiej i wicelegatem w Ferrarze. 17 lipca 1651 roku został wybrany tytularnym arcybiskupem Laodycei, a trzynaście dni później przyjął sakrę. 9 kwietnia 1657 roku został kreowany kardynałem prezbiterem i otrzymał kościół tytularny San Girolamo dei Croati. W tym samym roku został arcybiskupem ad personam Lukki. W latach 1664–1667 był legatem w Ferrarze. Zmarł 21 lutego 1677 roku w Lukce.